# Джон Уилям Касилиър
Джон Уилям Касилиър (25 юни 1811 – 17 август 1893) е американски пейзажист, част от движението Хъдсън ривър.

## Биография
Касилиър е роден в Ню Йорк. Първото му професионално обучение е при известния гравьор Питър Маверик, през 20-те години на века. След това е ученик на Ашър Дюранд, който по това време също се занимава с гравюра. Двамата стават приятели и започват работа като гравьори в Ню Йорк през 30-те години.
В средата на 30-те години Дюранд, силно повлиян от Томас Коул, започва все повече да се интересува от пейзажното изкуство. Той привлича към него и вниманието на Касилиър. До 1840 г. интересът на Касилиър нараства толкова, че той пътува заедно с Дюранд, Джон Фредерик Кенсет и Томас Роситър из Европа. По време на това пътуване те правят скици на различни места, посещават музеи и развиват интереса си към рисуването.
Касилиър развива таланта си в пейзажното изкуство и рисува в стил, който по-късно ще бъде припознат като част от Хъдсън ривър. До средата на 50-те години той изоставя кариерата на гравьор и се отдава изцяло на рисуването. От 1831 г. е член-кореспондент на Националната академия за дизайн, а през 1851 г. е избран за пълноправен член и в продължение на 50 години излага творбите си там.
Касилиър умира в Саратога Спрингс, Ню Йорк през 1893 г. Днес негови творби се съхраняват в Музейя „Метрополитън“, в Националната художествена галерия и в имението Рингууд.